# Oquawka (Illinois)
Oquawka – wieś w stanie Illinois w hrabstwie Henderson w Stanach Zjednoczonych.